# Tommy Johansson (militär)
Tommy William Johansson, född den 13 december 1946 i Bäcke församling, är en svensk militär.
Tommy Johansson var son till Harry Villiam Johansson. Han blev officer 1972, kapten vid Värmlands regemente 1975, major 1983, lärare vid Infanteriets stridsskola 1984, anställdes i staben för Bergslagens militärområde 1986, anställdes i Försvarsstaben 1988 och blev överstelöjtnant i Bergslagens militärområdesstab 1989. Johansson var chef för Värmlandsbrigaden 1994–1997, bataljonschef i Bosnien 1996 och chef för Stridsskola Syd 1997. Han blev stabschef vid Arméns underhållscentrum 1998 och chef för Försvarsmaktens sjukvårdscentrum 1999. Från 2001 var han försvarsattaché i Oslo.